# Alliance laurentienne
L'Alliance laurentienne est une organisation politique fondée par Raymond Barbeau le 25 janvier 1957. Elle fut l'une des premières organisations du mouvement indépendantiste québécois contemporain, né à l'orée de la Révolution tranquille. André d'Allemagne était l'un de ses membres, avant de rejoindre le Rassemblement pour l'indépendance nationale, mal à l'aise avec les positions religieuses et sociales de l'organisation. Le 7 mai 1963, Raymond Barbeau annonce en conférence de presse qu'il dissout l'Alliance laurentienne pour joindre ses forces au Parti républicain du Québec (PRQ) fondé par Marcel Chaput.
Le groupe affirme avoir pour but la création de la République de « Laurentie », nom que donnait Wilfrid Morin au territoire québécois en 1938. Outre cela, la pensée politique de l'Alliance laurentienne est de droite: elle se réclame du corporatisme, souhaite un gouvernement « d'inspiration chrétienne, qui perpétuera les saines traditions » et Barbeau ne « cache pas son admiration pour des régimes autoritaires comme celui de Salazar au Portugal ». L'Alliance laurentienne publie une revue de janvier 1957 à octobre 1962 nommée Laurentie. Il s'agit de la  première  revue  indépendantiste  à  apparaître depuis  la fin de La Nation de Paul Bouchard en 1938. Son tirage varie entre 1 000 et 3 000 exemplaires par numéro.